# Rozier-en-Donzy
Rozier-en-Donzy is een gemeente in het Franse departement Loire (regio Auvergne-Rhône-Alpes). De plaats maakt deel uit van het arrondissement Montbrison. Rozier-en-Donzy telde op 1 januari 2022 1.421 inwoners.

## Geografie
De oppervlakte van Rozier-en-Donzy bedroeg op 1 januari 2022 9,51 vierkante kilometer; de bevolkingsdichtheid was toen 149,4 inwoners per km².

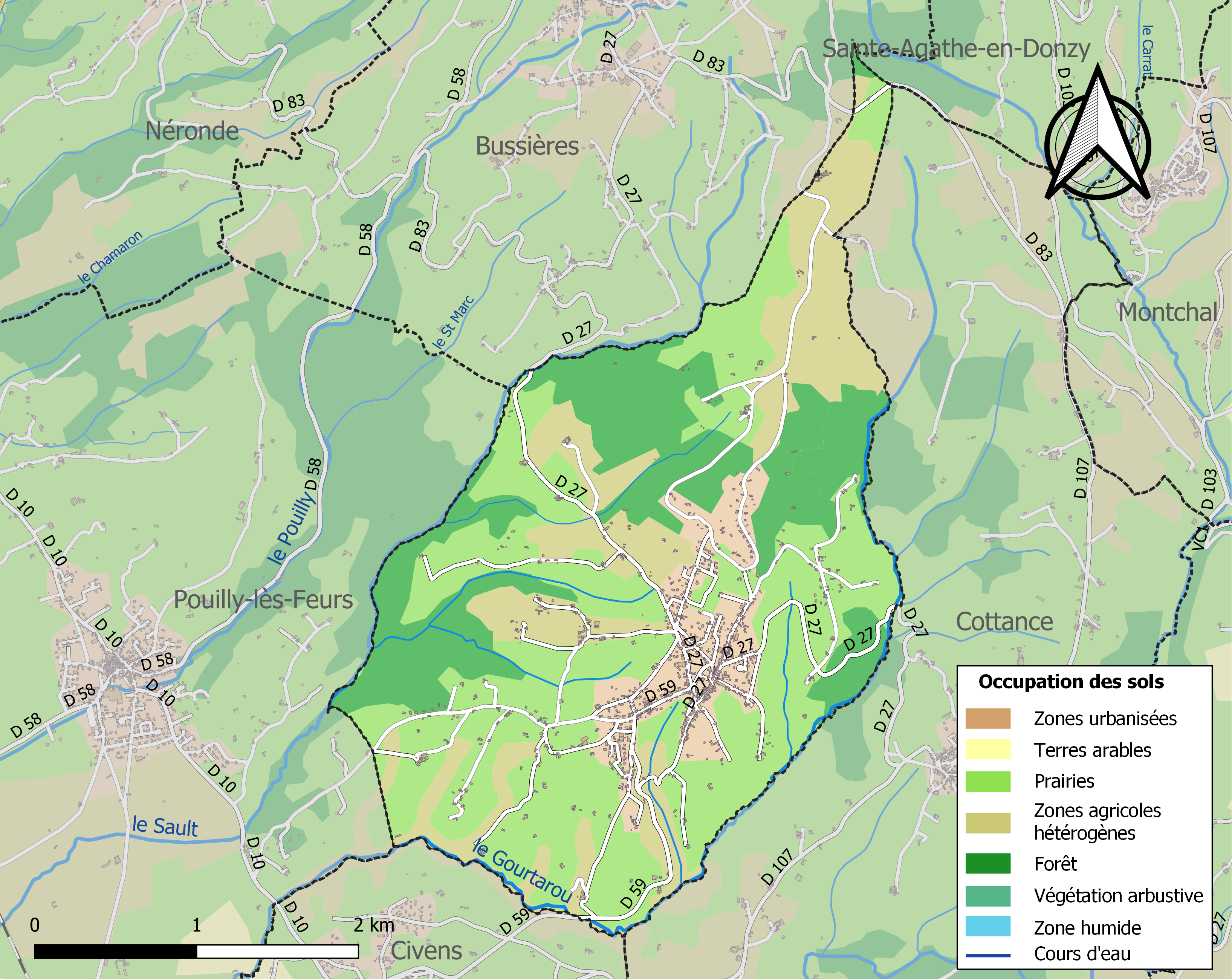
Kaart van de gemeente met de belangrijkste infrastructuur, bodemgebruik en omliggende gemeenten

## Demografie
Onderstaande figuur toont het verloop van het inwonertal (bron: INSEE-tellingen).